# شي هونغجون
شي هونغجون (بالصينية: 石鸿俊) (4 أكتوبر 1991 بغوانزو في الصين - ) هو لاعب كرة قدم صيني في مركز الوسط. لعب مع غوانغجو إفرغراند تاوباو وMeizhou Hakka F.C. ‏.

## وصلات خارجية
- شي هونغجون على موقع قاعدة بيانات كرة القدم.إي يو (الإنجليزية)
- شي هونغجون على موقع Soccerway.com (الإنجليزية)